# Матвій Крутень
Матві́й Самсо́нович Кру́тень (1737, Чернігів, Військо Запорозьке Городове — 1770, Санкт-Петербург, Російська імперія) — український вчений-медик, один із перших українських фізіологів, прабатько вчення про рефлекси, доктор медицини.

## Походження
Народився 1737 року в родині чернігівського бурмістра. Батько — Самсон Крутень — згаданий в ревізії Чернігівського полку 1732 року як один із 18-ти «можних міщан» Чернігова. Ймовірний предок — Ясько Крутень — сотник Чернігівської Полкової сотні 1698 року.

## Життєпис
Навчався в Києво-Могилянській академії. 1757 року вступив до медичної школи при Санкт-Петербурзькому генеральному сухопутному шпиталі. 1758 здобув звання підлікаря, 1759 — лікаря. 1760 року, під час Семирічної війни, супроводжував російських рекрутів, відправлених до Данцига. Одержав звання штаб-лікаря. Того ж року призначений полковим лікарем у Тенгинському піхотному полку РІА.

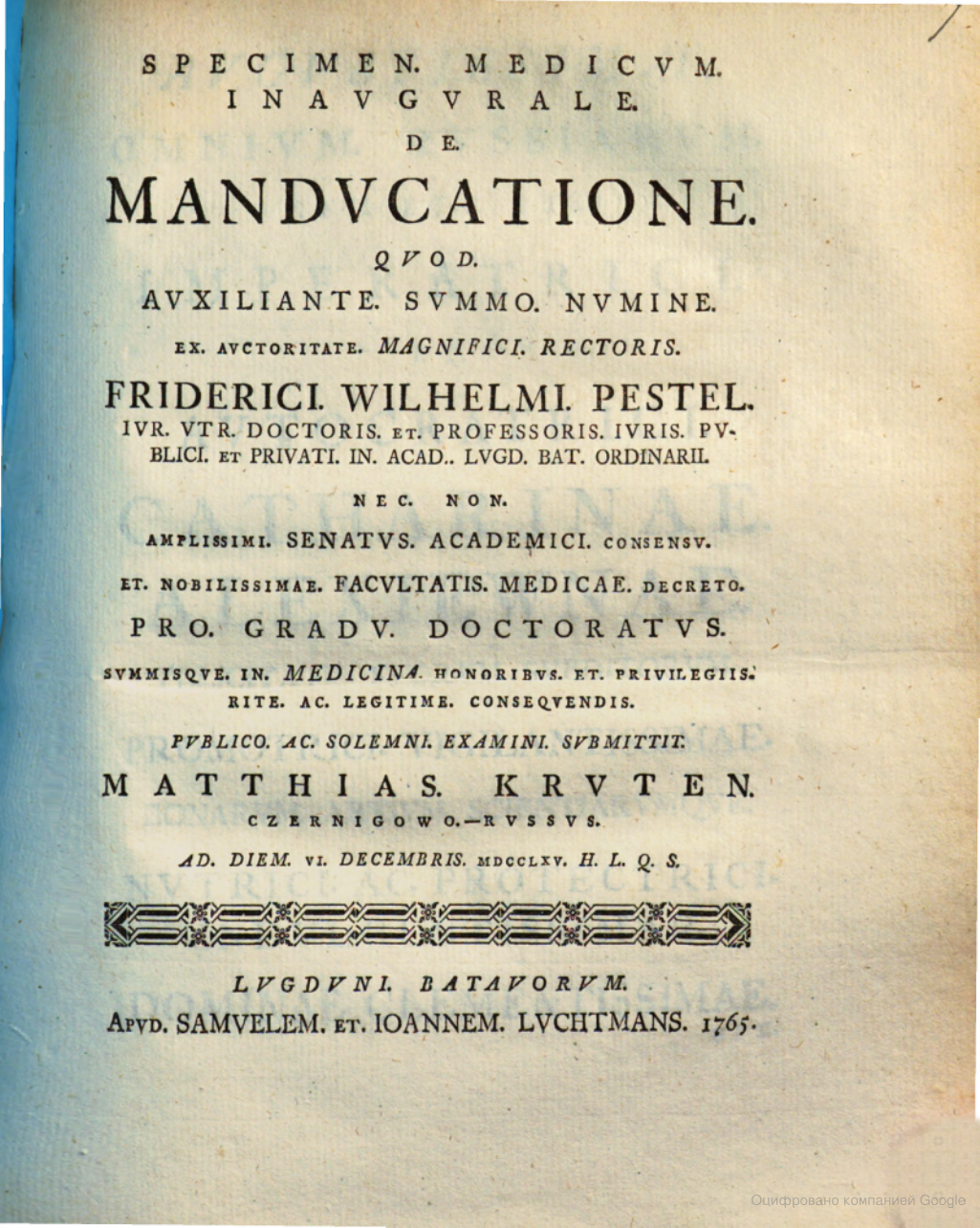
Титульна сторінка докторської дисертації Матвія Крутня. Лейден, 1765 рік

1761 року склав іспит у Медичній канцелярії та разом з іще дев'ятьма українцями (Ів. Пешковським, Ів. Ласкевичем, С. Митрофановим, Й. Тимківським, Х. Тихорським, П. Погорецьким, Ол. Сидоровичем, К. Ягельським і Ст. Фіалковським) одержав дозвіл на продовження навчання за кордоном — у Лейденському університеті в Нідерландах. 1765 захистив дисертацію «Медичний виклад про травлення» (Specimen medicum inauguralis de manducatione) та здобув ступінь доктора медицини.
«Медичний виклад про травлення» — одна з перших українських праць із фізіології. У ній Крутень докладно описав будову порожнини рота та першим помітив нервову регуляцію слиновиділення, за 100 років до появи вчення про рефлекси Ів. Сєченова та Ів. Павлова.
Сучасники Крутня — вчені XVIII ст. вважали, що слина потрапляє до рота внаслідок механічного витискання з залоз під час жування. Українець на підставі проведених дослідів помітив, що цей механізм не працює:
| з досвіду кожному відомо, що коли голодній, здоровій людині дати їжу, то вона відразу відчуває, що у неї набухають не лише залози, але і щоки, виникає якесь подразнення, і відразу ж дуже швидко багато слини витікає до рота, навіть тоді, коли щелепи ще не рухаються. |
Далі український вчений зауважує, що по мірі насичення людини їжею, кількість слини помітно зменшується, проте:
| коли у цей час дати іншу страву, яка смачніша за першу, тоді з поворотом апетиту слина знову починає заповнювати рот, хоч щелепи залишаються у спокої. |
1767 року повернувся в Україну, розпочав лікарську практику. У цей час захворів невідомою недугою. 1768 склав іспит у Медичній колегії в Санкт-Петербурзі, отримав призначення головного лікаря в корпусі генерала Петра Оліца, що діяв у Волощині проти османського війська. Через погіршення здоров'я невдовзі повернувся до Санкт-Петербурга. Разом з Д. Самойловичем заснував першу в Російській імперії венерологічну лікарню, був її керівником. 1770 помер внаслідок тривалої хвороби.
Близько 1769 року написав перший в Російській імперії посібник з військової медицини — «Примѣчаніе о болѣзняхъ въ арміи случающихся». Таким чином, майже на 25 років випередив іншого видатного українського лікаря — Юхима Білопольського, якого вважають засновником російської військової медицини. Проте праця М. Крутня не була опублікована.